# Линделль, Эса
Э́са Ли́нделль (фин. Esa Lindell; род. 23 мая 1994, Хельсинки) — финский хоккеист, защитник клуба НХЛ «Даллас Старз». Игрок сборной Финляндии. Чемпион мира 2022 года.

## Биография
Дебютировал в СМ-Лиге за столичный «Йокерит» в сезоне 2012/13. В 2012 году на драфте НХЛ был выбран в 3 раунде хоккейным клубом «Даллас Старз».
7 мая 2014 года «Даллас» подписал с игроком трёхлетний контракт новичка. Сезон 2014/15 хоккеист провёл в Финляндии, выступая за «Эссят».
16 марта 2015 года присоединился к команде «Техас Старз», выступающей в АХЛ. На чемпионате мира 2015 сыграл первый матч за сборную Финляндии.
В НХЛ дебютировал в сезоне 2015/16, сыграв в январе 4 матча за «Даллас». Остальную часть сезона играл за фарм-клуб — «Техас». В сезоне 2016/17 закрепился в основном составе «Далласа», а в сезоне 2017/18 стал играть в первой паре защитников вместе с Джоном Клингбергом. Но при этом оба раза команда не попала в плей-офф.
26 июня 2017 года Линделль продлил контракт с «Далласом». Он подписал соглашение, рассчитанное на 2 года и 4,4 миллиона долларов (2,2 миллиона в год).
Линделль продолжил улучшать свои статистические показатели, и 16 мая 2019 года Эса получил серьезную прибавку. Его новый контракт рассчитан на 6 лет и 34,8 миллиона долларов (5,8 миллиона в год).

## Статистика
| Легенда | Легенда                    | Легенда | Легенда                   | Легенда | Легенда    |
| ------- | -------------------------- | ------- | ------------------------- | ------- | ---------- |
| И       | Количество проведённых игр | Штр     | Штрафное время            | +/−     | Плюс-минус |
| Г       | Голы                       | П       | Голевые передачи          | О       | Очки       |
| -       | Статистика неизвестна      | —       | Статистика не учитывалась |         |            |